# Jordana Brewster
Jordana Brewster (Panama, 26 aprile 1980) è un'attrice statunitense.
È famosa per aver interpretato Mia Toretto nella saga cinematografica statunitense Fast & Furious.

## Biografia

### Carriera
Di origine brasiliana da parte materna, Maria João Leal de Sousa, e statunitense da parte del padre, Alden Brewster, è nata a Panama ma è cresciuta a Londra. Suo nonno, Kingsman Brewster Jr., è stato rettore della Yale University dal 1963 al 1977 e Ambasciatore USA nel Regno Unito dal 1977 al 1981. A sei anni si trasferisce con la famiglia prima a Rio de Janeiro, poi a New York dove studia alla New York Professional Children School. Proprio nella “grande mela” debutta nel mondo dello spettacolo vestendo i panni di Nikki Munson, un'adolescente ribelle in continuo disaccordo con la matrigna, nella soap opera Così gira il mondo. Nel 1998 arriva il debutto nel cinema con The Faculty di Robert Rodriguez.

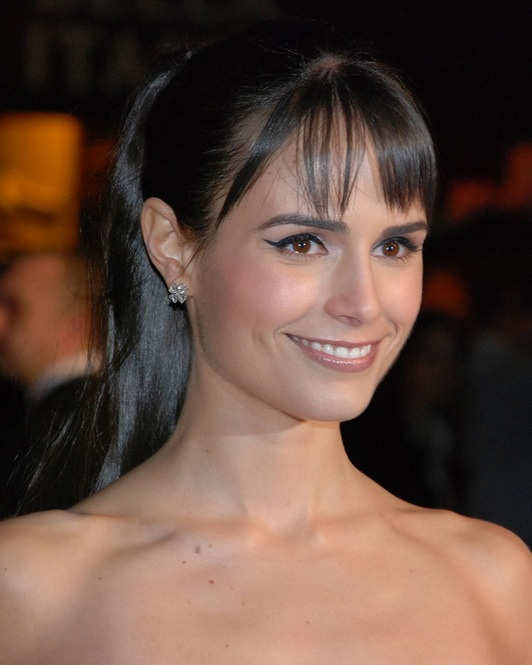
Brewster alla premiere di Fast & Furious - Solo parti originali nel 2009

Nel 2001 gira due film, il drammatico Verità apparente di Adam Brooks con Cameron Diaz e Christopher Eccleston, e interpreta Mia Toretto in Fast and Furious, diretto da Rob Cohen, riprendendo nuovamente il ruolo in Fast & Furious - Solo parti originali, Fast & Furious 5 , Fast & Furious 6 , Fast & Furious 7 e Fast & Furious 9 (tranne in Fast & Furious 8). Partecipa nel 2004 al film D.E.B.S. - Spie in minigonna, mentre nel 2006 prende parte ad Annapolis, un film di Justin Lin e, sempre nello stesso anno, recita in Non aprite quella porta - L'inizio. Dal 2012 al 2014 interpreta Elena Ramos nella serie Dallas.
Nel 2015 recita insieme a Patrick Wilson nel film Home Sweet Hell. Nel 2016 interpreta il ruolo di Kate Warner nella seconda stagione della serie antologica Secrets and Lies, inoltre, sempre nello stesso anno interpreta Maureen Cahill nella serie televisiva Lethal Weapon, basata sull'omonima serie di film Arma letale. Nel 2021 ritorna nei panni di Mia Toretto in Fast & Furious 9.

### Vita privata
È una diretta discendente di William Brewster, uno dei "pellegrini" della Mayflower.
Si sposa nel maggio 2007 col produttore Andrew Form conosciuto sul set di Non aprite quella porta - L'inizio, dal quale divorzia nel settembre 2020. Ha avuto due figli maschi, Julian Brewster-Form, nato nel 2013, e Rowan Brewster-Form, nato nel 2016, entrambi tramite utero in affitto.
A metà 2020 la coppia ha annunciato di essersi separata. Il divorzio è stato finalizzato a giugno 2021.

## Filmografia

### Attrice

#### Cinema
- The Faculty, regia di Robert Rodriguez (1998)
- Verità apparente (The Invisible Circus), regia di Adam Brooks (2001)
- Fast and Furious (The Fast and the Furious), regia di Rob Cohen (2001)
- D.E.B.S. - Spie in minigonna (D.E.B.S.), regia di Angela Robinson (2004)
- Appuntamento da sogno! (Win a Date with Tad Hamilton!), regia di Robert Luketic (2004) - non accreditata
- Nearing Grace, regia di Rick Rosenthal (2005)
- Friendly Fire, regia di Michele Civetta (2006)
- Annapolis, regia di Justin Lin (2006)
- Non aprite quella porta - L'inizio (The Texas Chainsaw Massacre: The Beginning), regia di Jonathan Liebesman (2006)
- Fast & Furious - Solo parti originali (Fast & Furious), regia di Justin Lin (2009)
- Fast & Furious 5 (Fast Five), regia di Justin Lin (2011)
- Fast & Furious 6 (Furious 6), regia di Justin Lin (2013)
- American Heist, regia di Sarik Andreasyan (2014)
- Home Sweet Hell, regia di Anthony Burns (2015)
- Fast & Furious 7 (Furious 7), regia di James Wan (2015)
- Terapia di letto (Hooking Up), regia di Nico Raineau (2020)
- Fast & Furious 9 - The Fast Saga (F9: The Fast Saga), regia di Justin Lin (2021)
- Fast X, regia di Louis Leterrier (2023)
- Simulant, regia di April Mullen (2023)

#### Televisione
- La valle dei pini (All My Children), serie TV, un episodio (1995)
- Così gira il mondo (As the World Turns), serie TV, 104 episodi (1995-1998)
- The '60s - film TV, regia di Mark Piznarski (1999)
- Mr. & Mrs. Smith - film TV (2007)
- Chuck, serie TV, 4 episodi (2008) - Dr.ssa Jill Roberts
- Dark Blue – serie TV, 3 episodi (2010)
- Gigantic – serie TV, 2 episodi (2010)
- Dallas – serie TV, 40 episodi (2012-2014) - Elena Ramos
- Nuestra Belleza Latina – reality show TV, 1 episodio (2015)
- Secrets and Lies - serie TV, 10 episodi (2016)
- American Crime Story - serie TV, 5 episodi (2016)
- Lethal Weapon - serie TV (2016-2019)
- Magnum P.I. - serie TV, episodi 1x15-1x20 (2019)

#### Cortometraggi
- Mr. and Mrs. Smith, regia di Doug Liman (2007)
- Hot Dog Water, regia di Osmany Rodriguez e Matt Villines (2011)

### Doppiatrice
- Robot Chicken - serie animata (2016)

## Doppiatrici italiane
Nelle versioni in italiano delle opere in cui ha recitato, Jordana Brewster è stata doppiata da:
- Eleonora De Angelis in Fast and Furious, Fast & Furious - Solo parti originali, Fast & Furious 5, Fast & Furious 6, Fast & Furious 7, Lethal Weapon, Magnum P.I., Fast & Furious 9 - The Fast Saga, Fast X
- Federica De Bortoli in Annapolis, Non aprite quella porta - L'inizio, Secret and Lies
- Stella Musy in The Faculty, Verità apparente
- Rossella Acerbo in D.E.B.S. - Spie in minigonne
- Elena Liberati in American Crime Story
- Eleonora Reti in Home Sweet Hell
- Alessia Amendola in Dallas
- Micaela Incitti in Chuck
- Selvaggia Quattrini in Neon

## Riconoscimenti
- 2015 – Teen Choice Awards[7]
  - Candidatura come miglior attrice in un film d'azione per Fast & Furious 7